# Anthony Boldewijn Gijsbert van Dedem van den Gelder
Anthony Boldewijn Gijsbert van Dedem, barone van de Gelder, in Francia noto come Antoine Baudouin Gisbert de Dedem de Gelder (Olst-Wijhe, 24 agosto 1774 – Pievepelago, 15 agosto 1825), è stato un generale olandese che prestò servizio nell'esercito di Napoleone Bonaparte.

## Vita
Nacque nel 1774 nella residenza di famiglia di Gelder, nei pressi di Wijhe. Incaricato sin da giovane di uffici importanti, si recò nel 1795 come ministro plenipotenziario del suo Paese a Stoccolma ed a Parigi. Tornato in patria nel 1798, l'anno successivo si arruolò nell'esercito britannico durante la guerra della Seconda coalizione, e venne fatto prigioniero.
Nel 1801 era nuovamente nel servizio diplomatico. Nel 1806 fu promosso maggior generale e inviato ambasciatore a Napoli e quindi a Kassel. Dopo l'annessione dei Paesi Bassi all'Impero francese passò al servizio della Francia, e fu conte dell'Impero e generale di brigata.
Durante la campagna di Russia del 1812 ebbe il comando di una brigata sotto il maresciallo Gioacchino Murat. Nel 1814, con la Restaurazione, la sua richiesta di tornare al servizio dei Paesi Bassi fu respinta da Guglielmo I; rimase quindi in Francia, dove ebbe il comando militare del dipartimento del Giura. I suoi ultimi anni di vita trascorsero in Italia, dove morì nel 1825.